# روزنامه الدیار
الدیار (عربی: الدیار به معنی خانه) یک روزنامه عرب زبان است که در بیروت، لبنان منتشر می‌شود.

## تاریخچه
الدیار نخستین بار در ۱۹۴۱ برای اخبار سیاسی عربی کار خود را به طور روزانه آغاز کرد. شاهزاده سعودی ولید بن طلال آل سعود کسی بود که این روزنامه را با چارچوب روزنامه قطع بزرگ (برودشیت) منتشر کرد.